# 马艳丽
马艳丽（英語：Mary Ma，1974年11月25日—），河南周口人，中国女模特儿与演员。现任“MarymaSERIES”品牌的创始人、艺术总监及北京马艳丽高级时装有限公司董事长。东华大学服装设计专业毕业。

## 生平
马艳丽出生于河南省周口市郸城县一个农民家庭。1986年，12岁的马艳丽考入周口市体校排球队，3年后被招到河南省水上运动学校成为一名皮划艇运动员。1995年成为上海国际模特大赛冠军。她是中国第一位国际模特大赛冠军、中国第一位“十大名模”评比冠军、中国第一家模特经纪公司的首席签约模特。2005年担任“幸福工程”扶贫贫困母亲形象大使。
她的前夫是在中国中央电视台工作的郎昆，两人育有一个女儿——郎玛沁歌。郎昆和马艳丽于2001年9月登记结婚，2006年起已经分居，后来离婚。

## 作品
电视剧
- 1999年，《倾城之恋》
- 2010年，《婚姻保卫战》饰演 杨丹
- 2016年，《反恐特戰隊》饰演 楊愛萍

电影
- 2010年，《摇摆的婚约》饰演 主编

## 荣誉
- 1991年，河南省赛艇比赛冠军
- 1995年，上海首届国际时装模特大赛冠军
- 1998年、1999年，连续获得两届“中国时尚大奖－中国十大名模首席”
- 2000年，被评为中国国际时装周时尚媒体评委年度四大时尚人物之一[1]
- 2000年、2001年，连续两年成为P&G公司“潘婷”洗发产品形象代言人
- 2005，获得中国时尚大奖最佳风格设计奖